# Братухин, Алексей Михайлович
Алексей Михайлович Брату́хин (1910? — после 1991) — специалист в области переработки зерна, лауреат Сталинской премии 1951 года.

## Биография
С 1930-х годов работал в «Главмуке» (Главное управление мукомольной и крупяной промышленности Наркомата заготовок), начальник отдела.
Приказом Наркомзага СССР от 22.11.1938 вместе с главным инженером С. Д. Хусидом назначен руководителем разработки Правил ведения технологического процесса мельниц Главмуки, которые были утверждены 5.2.1940 после обсуждения и экспертизы.
С 1947 года зав. лабораторией ВНИИ зерна и продуктов его переработки (ВНИИЗ).
Позже работал в ЦНИИТЭИ хлебопродуктов.
Кандидат технических наук, тема диссертации «Исследование режима дифференцированного помола ржи».

## Признание
- Сталинская премия второй степени (1951) — за разработку и внедрение улучшенного сортового помола пшеницы
- орден Отечественной войны II степени (12.7.1945).

Сочинения
- Увеличение мучных ресурсов [Текст] / Инж. А. М. Братухин, С. И. Щербаков ; Под ред. С. Д. Хусида. — Москва : Заготиздат, 1943. — 42 с., без тит. л. : схем.; 21 см.
- Технология переработки зерна [Текст] / Инж. А. М. Братухин, С. И. Щербаков. — Москва : Заготиздат, 1945 (тип. «Кр. пролетарий»). — 211 с., 5 отд. л. схем., табл. : черт.; 24 см.
- Выработка муки из зерна крупяных культур [Текст] / Инж. А. М. Братухин, С. И. Щербаков. — Москва : [б. и.], 1945. — 131 с. : ил.; 25 см.
- Совершенствование технологических процессов на мукомольных заводах [Текст] / А. С. Данилин, А. М. Братухин. — Москва : Колос, 1976. — 304 с. : ил.; 22 см.
- Новый трехсортный 83:-ный помол пшеницы / [А. М. Братухин, Н. И. Ганичев]. — Москва : ЦНИИТЭИ хлебопродуктов, 1991. — 6,[3] с.; 22 см. — (Мукомольно-крупяная промышленность. Обзорная информация. ВНПО «Зернопродукт», ЦНИИ информ. и техн.-экон. исслед.).
- Братухин А. М. Составление смесей мягкой и твердой пшеницы при производстве муки для хлебопекарной промышленности. Труды ВНИИЗ, вып. 40, 41-63, 1961.